# Magnetoelectrochimie
Magnetoelectrochimia este un subdomeniu al electrochimiei, dezvoltat intens în ultimul timp, care se preocupă de efecte magnetice în procesele electrochimice. Dezvoltarea acestei discipline a fost stimulată de alte discipline conexe ca magnetohidrodinamică și teoria difuziei convective.